# Даная (картини Тіціана)

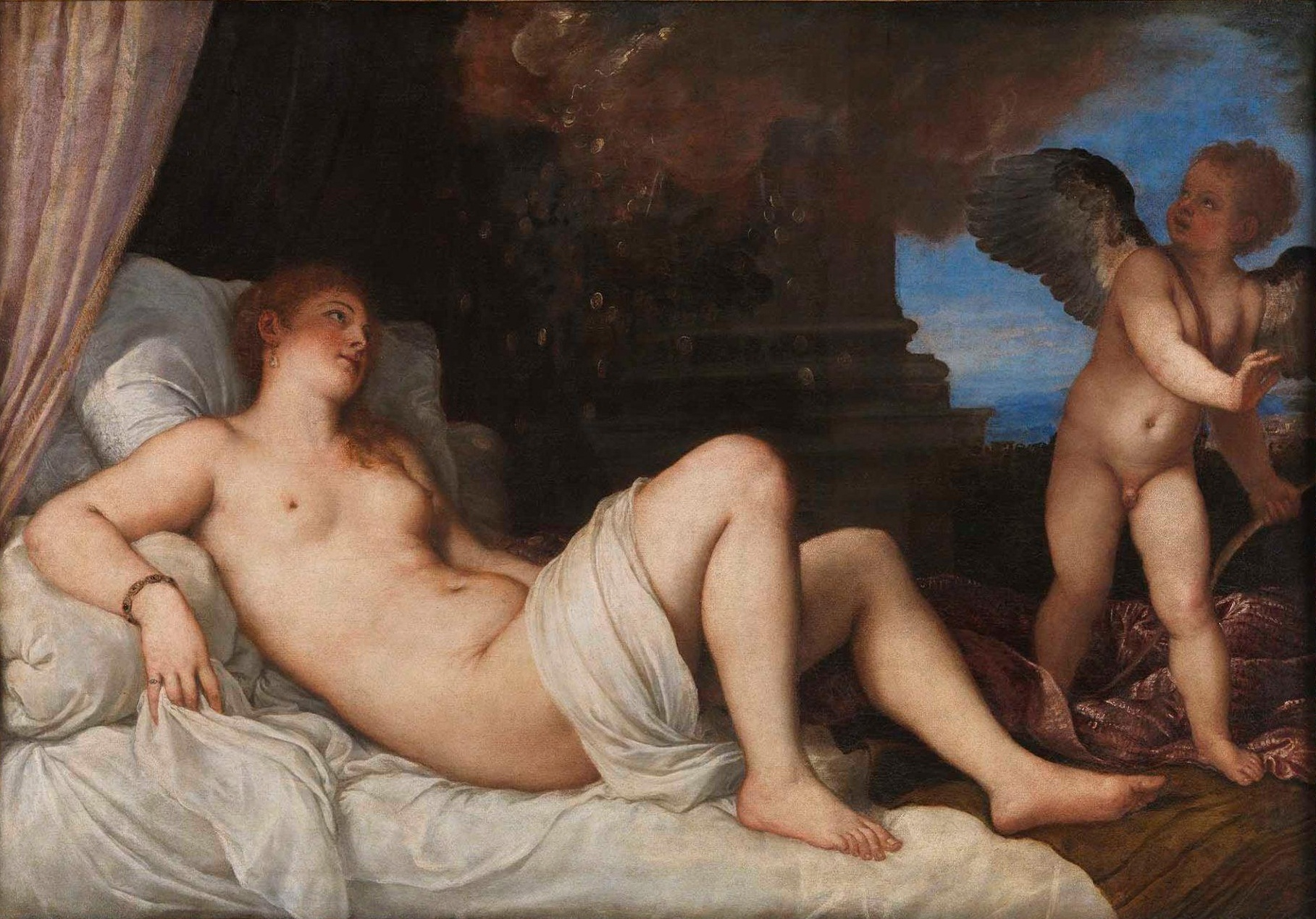
Даная, 1544—1546. Оригінальна версія в Неаполі, 120 см × 172 см. Національний музей Каподімонте.

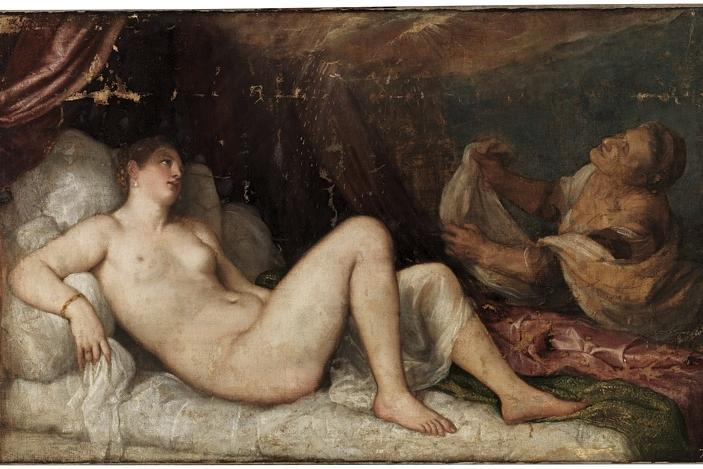
Версія колекції Веллінгтона (Лондон), яку тепер узгоджено бути надісланою Філіпу II Іспанському. До реставрації. Тут літня служниця замінила Купідона, тоді як тканина, що покриває верхню частину стегна Данаї, відсутня, залишаючи її оголеною.

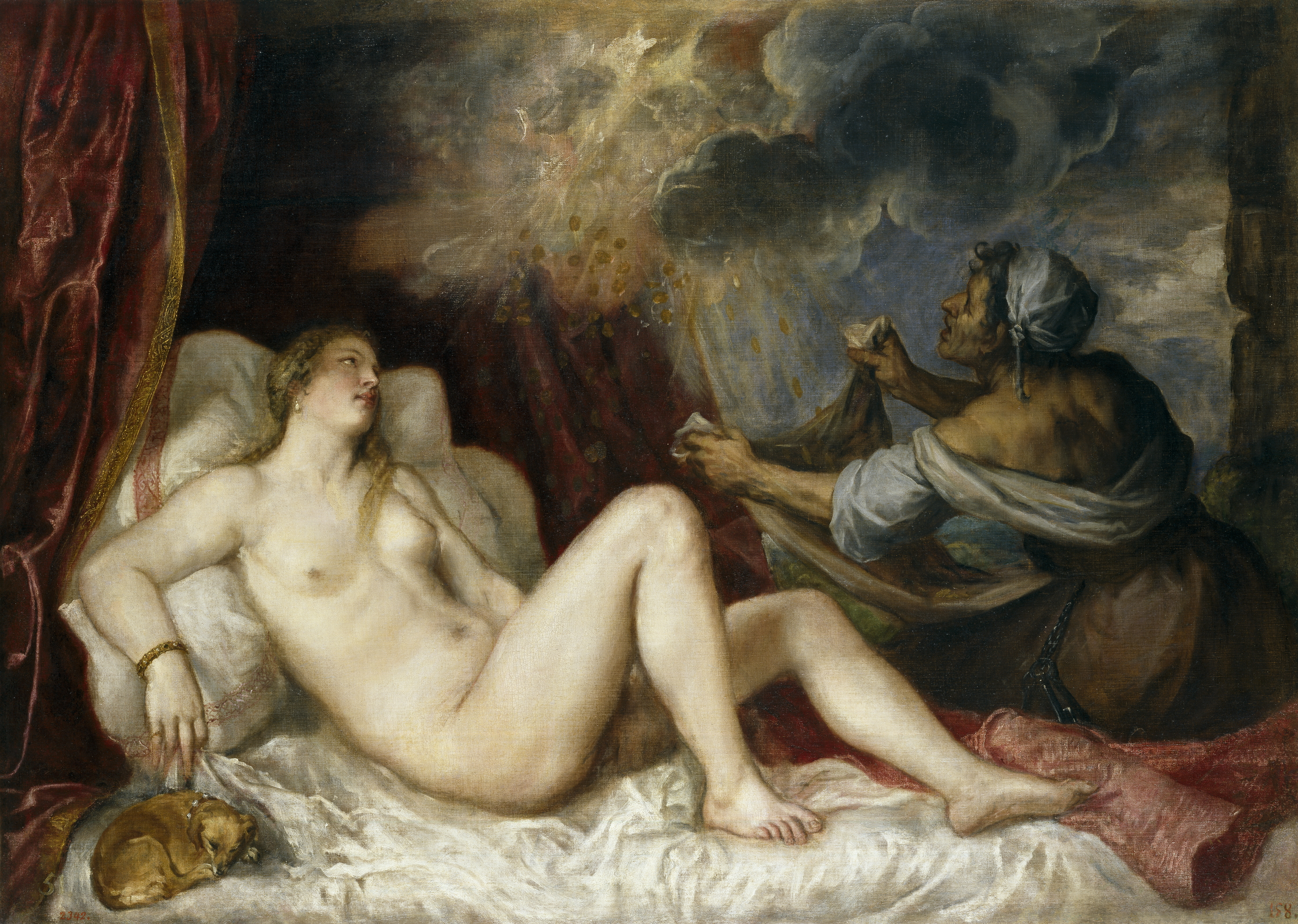
Даная з нянькою або Даная, яка отримує золотий дощ, 1560-ті роки. 129 см × 180 см. Музей Прадо, Мадрид.

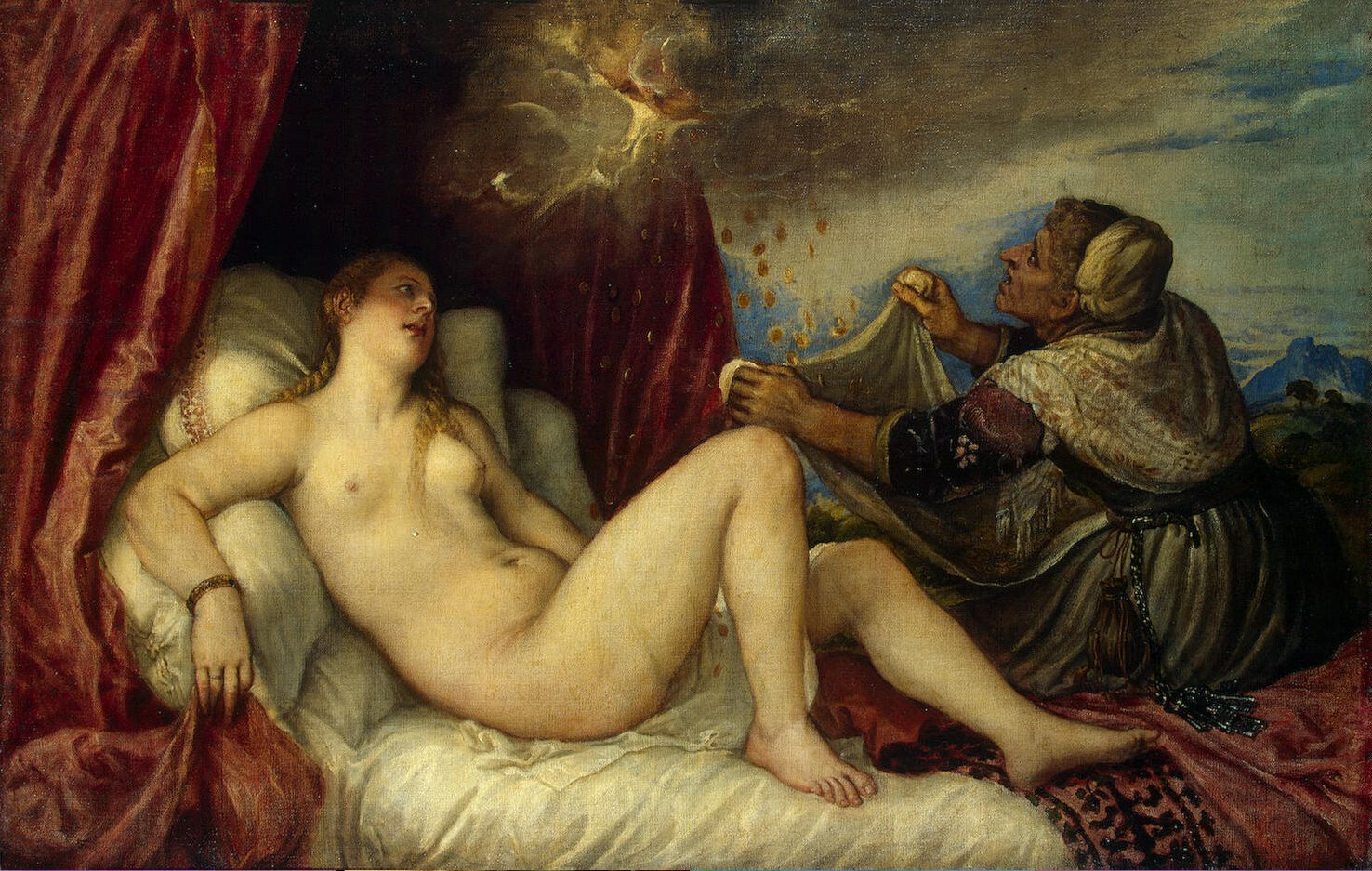
Тіціан, 1553—1554, Ермітаж, Санкт-Петербург. Тут фігури розташовані ближче, і в хмарі видно обличчя Юпітера.

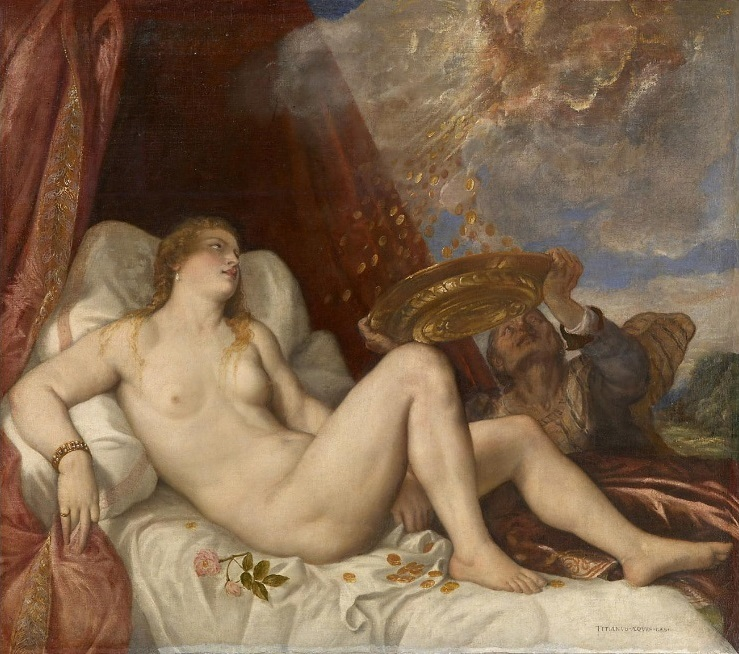
Тіціан і майстерня, 1564 рік. Художньо-історичний музей, Відень. Про те, що майстерня Тіціана зробила значний внесок, свідчить більш ретельне опрацювання тону шкіри та тіла Данаї, а також висячої драпіровки.

Венеціанський художник Тіціан та його майстерня створили принаймні шість версій однієї композиції, що зображує Данаю (або Данаю та золотий дощ), написану приблизно між 1544 та 1560-ми роками. Сюжет обґрунтовується на міфі про принцесу Данаю, про яку — дуже коротко — розповідає римський поет Овідій, а більш детально — Боккаччо. Вона була ізольована в бронзовій вежі після пророцтва про те, що її первісток зрештою вб'є її батька. Усвідомлюючи наслідки, Даная була спокушена і завагітніла від Зевса (у римській міфології Юпітера), який, розпалений хітью, спустився з гори Олімп, щоб мати з нею секс її у вигляді золотого дощу.
Хоча композиція, особливо головна фігура, по суті однакова, шість чи більше версій значно різняться між собою. Основні збережені версії знаходяться в Неаполі, Лондоні, Мадриді, Відні, Чикаго та Санкт-Петербурзі. Хтива постать Данаї з напіврозставленими ногами майже не змінюється, і, ймовірно, була скопійована зі студійного малюнка або версії. Її ліжко та його завіси є ще однією константою. Інші елементи значно відрізняються; перша версія, яка зараз знаходиться в Неаполі, була написана між 1544–46 роками, і це єдина версія, яка містить фігуру Купідона праворуч, а не стару жінку, яка ловить золотий дощ. Кожного разу вона виглядає іншою фігурою, хоча поза в Ермітажі відповідає версії Прадо. Маленька собачка, що відпочиває біля Данаї, у версіях Прадо та Чикаго взагалі відсутня.
Роботи вплинули на композиції багатьох художників, включаючи Рембрандта, Ентоні ван Дейка та Густава Клімта, які написали версії сцени. Джорджіо Вазарі розповідає про відвідування з Мікеланджело майстерні Тіціана, де вони побачили оригінал у роботі. Мікеланджело високо оцінив використання Тіціаном кольору в мадридській картині, хоча пізніше, приватно, він критикував креслення Тіціана.

## Легенда про Данаю
За грецькою міфологією, як це було відомо Тіціану через «Метаморфози» Овідія, «Genealogia Deorum Gentilium» Боккаччо та, ймовірно, Теренція, коли її батько Акрісій консультувався з оракулом щодо того, як він матиме дітей чоловічої статі, йому було сказано, що його дочка народить сина, який уб'є його. Потім Акрисій замкнув і охороняв свою доньку Данаю в підземному склепі, або ж у кімнаті без вікон у вежі — цю деталь Тіціан ігнорує в більшості версій, відкриваючи вид принаймні на небо в правій частині картини. Даная, усвідомлюючи наслідки, дозволила себе спокусити і запліднити Зевсу, який прорвав захист батька, з'явившись у вигляді золотого дощу, який вже в античні часи уявлявся як дощ із золотих монет, а міф сприймався як метафора проституції, хоча паралелі з традиційними зображеннями Благовіщення також були частиною ренесансної свідомості.
Коли Акрісій дізнався про Персея, сина Данаї, він відмовився повірити в роль Зевса, і кинув матір з дитиною, що дрейфувала в морі в скрині. Вони висадилися в Серіфі, де Персей був вихований Диктисом. Зрештою Персей виконав пророцтво через багато років, випадково вбивши Акрісія. У середні віки та епоху Відродження Данаю вважали символом руйнівного впливу багатства, яке могло заплямувати навіть жіночу красу чи моральну чесноту.

## Серія
Поза Данаї залишається незмінною в різних версіях. Вона оголена або з драпірованим стегном лежить на дивані з піднятими колінами та напіврозведеними ногами. Картина є розвитком композиції Тіціана з лежачою оголеною жінкою у венеціанському стилі. Після смерті Джорджоне в 1510 році Тіціан завершив свою «Дрезденську Венеру», яка поклала початок традиції, і близько 1534 року написав «Венеру Урбінську». Кеннет Кларк вбачає в «Данаї» наслідування Тіціаном умовностей зображення оголеної натури, що панували за межами Венеції; «в решті Італії вже давно були модними тіла зовсім іншої форми». Численні версії «Венери і музиканта» (1540-ві роки) зберігають плавні вигини венеціанської конвенції, тут вони пухкенькі, наче тюлень.
За словами Кларка, поза «явно заснована на малюнках Мікеланджело, і фактично схожа на позу „Ночі“, перевернуту і відкриту….. У кожній точці грандіозний винахід Мікеланджело трансформувався з втілення духовного нездужання у втілення фізичного задоволення». Джордж Булл пропонує як джерело картину Пріматічо із сюжетом у замку Фонтенбло, яку Тіціан, ймовірно, знав із гравюри, та «Данаю» Корреджо (бл. 1531).

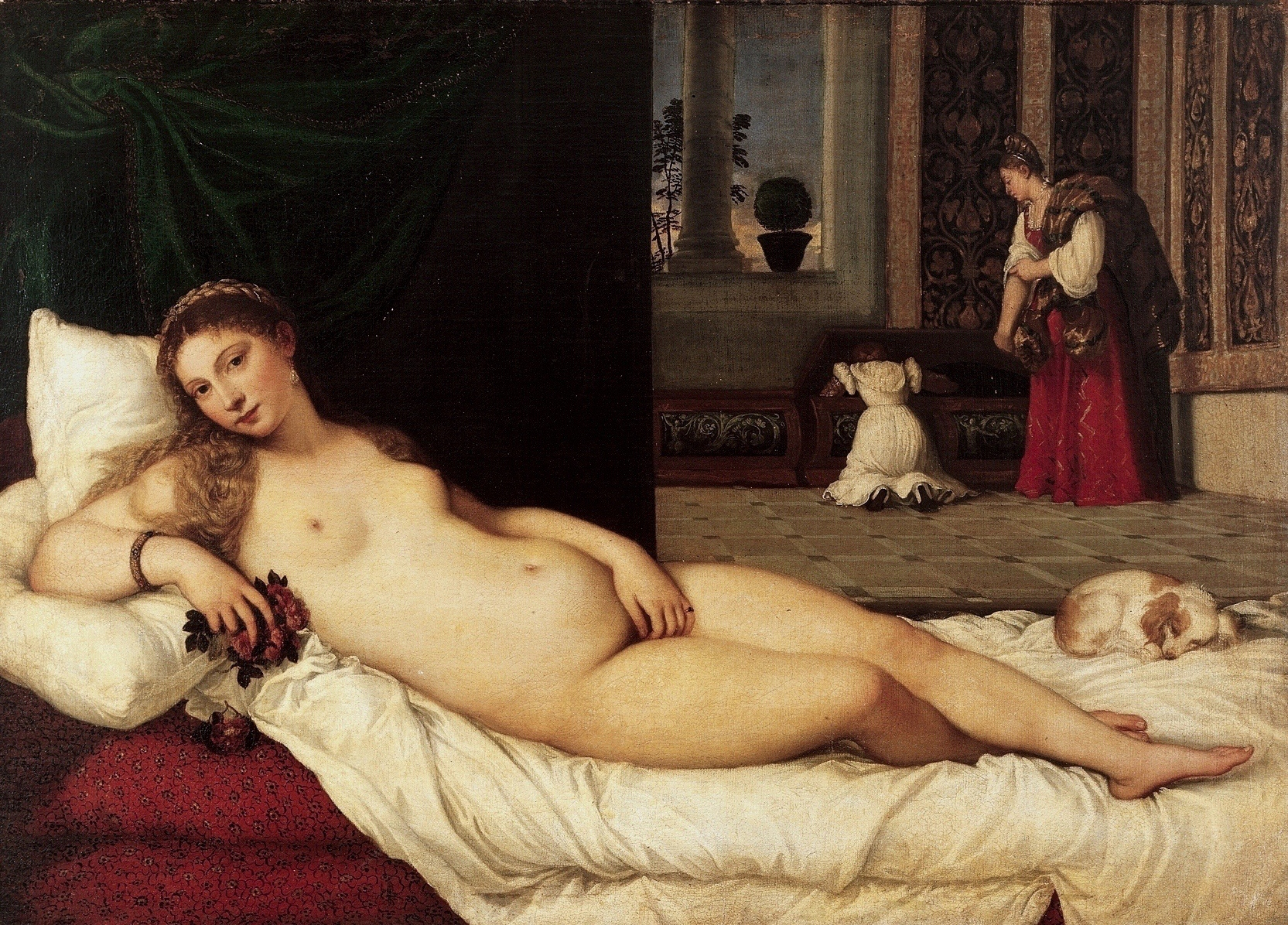
«Венера Урбінська» Тіціана, 1538. Уффіці, знаменита рання оголена натура Тіціана, що лежить на спині.

Після оригіналу в Неаполі, де Купідон знаходиться праворуч від неї, його замінює літня служниця, яка простягає тканину або тарілку, щоб зловити золоті монети, що розливаються від вибуху кольорів у небі, який представляє Зевса. Ця фігура зберігається і в пізніших версіях (окрім Чикаго), хоча змінюється в позі, зовнішності та діях. Вона дозволяє «створити низку складних контрапунктів: молодість проти старості, краса проти вірності, оголена фігура проти одягненої». Її безсумнівна непривабливість, особливо виражена в деяких версіях, контрастує з красою Данаї. Принаймні в деяких версіях вона також відповідає традиційному для мистецтва образу «звідниці» (як їх люблять називати мистецтвознавці) або утримувачки борделю. Ліва частина кожного полотна — це інтер'єр, хоча іноді на ньому зображено віддалений краєвид.
У той час як серія вільно описує бажану плоть у відверто сексуальній манері, Тіціан трансформує мотиви куртизанок і плотського бажання в більш витончену сферу класичного міфу.

## Оригінал, Неапольська версія

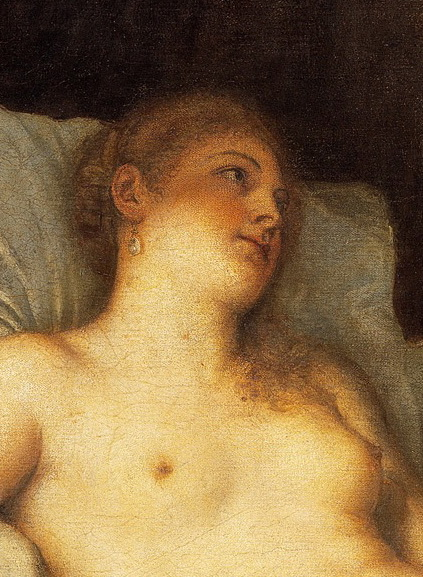
Фрагмент Данаї, Неаполь.

Перша версія була написана в Римі та Венеції для кардинала Алессандро Фарнезе, чий дід тоді був Папою Павлом III. Папський нунцій у Венеції побачив її в процесі роботи і у вересні 1544 року радісно написав кардиналу, порівнюючи її з більш ранньою оголеною «Венерою Урбінською» Тіціана. Він описує її як схожу на «театинську черницю», що викликало б захоплення навіть у кардинала Томмазо Бадіа. Принаймні, зазвичай вважається, що «Театинська» означає монахиню, хоча є припущення, що цей термін також був «терміном зловживання для позначення будь-якої „ультраконсервативної католицької“ розпусниці».
Риси Данаї, широко збережені в пізніших версіях, засновані на куртизанці коханці кардинала Анджелі; Джуліо Кловіо надіслав Тіціану з Риму її подобу для використання. Цілком імовірно, що спочатку це був просто портрет коханки Фарнезе, яку, ймовірно, можна було легко ідентифікувати як Венеру через присутність Купідона. У грудні 1545 року розпочався Тридентський собор, і кардинал занепокоївся через відверту демонстрацію своєї інтрижки; навіть якщо мало хто побачить картини в його приватних апартаментах, чутки, безсумнівно, розійдуться. Обличчя було дещо деіндивідуалізоване, і чи то художник, чи то меценат мали намір перетворити картину на зображення Данаї.
Це єдина основна версія, де біля ніг Данаї стоїть Амур, в інших версіях — літня служка. Ймовірно, коли Тіціан представив цей сюжет у версії Філіпа II, він віддав їй перевагу і використовував її в подальшому. Ліжко Данаї, здається, лежить на відкритій лоджії або біля великого вікна. Основа великої класичної колони займає тло центральної частини картини, а праворуч від неї — не дуже чітко окреслений вид на дерева та далекі пагорби. Обстановка кількох версій серії «Венера і музикант» Тіціана, також зосереджених на лежачій оголеній натурі, є порівнянною. В інших основних версіях Данаї велика колона замінена на більш червону драпіровку, і (за винятком версій з Чикаго та Санкт-Петербурга) має ще менш чітко зображене зовнішнє тло, переважно небо. Також більше не видно тканини на стегні Данаї. Сплеск світла, який осипає монети і на який падає важкий погляд Данаї, оточений темними хмарами, що, здається, рухаються до центру полотна. Вони проливають сильний дощ, який падає паралельно монетам Зевса.
Ця версія перейшла через родину Фарнезе до королівської колекції в Неаполі, і зараз знаходиться в Національному музеї Каподімонте, Неаполь.

## Версія Філіпа II і Прадо

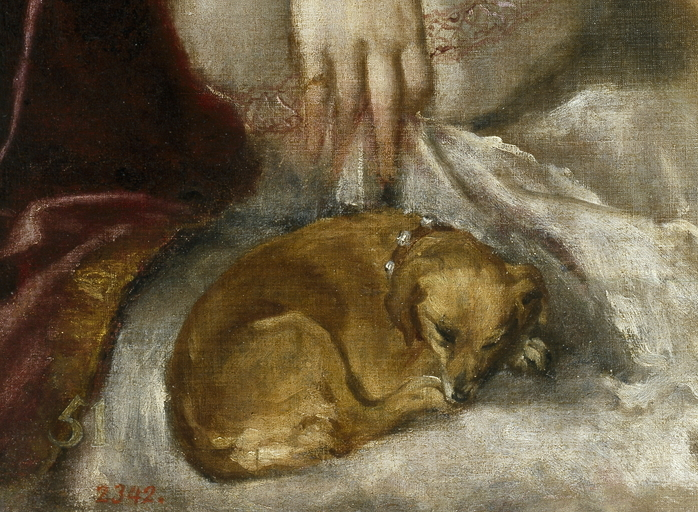
Собака в Мадриді.

Філіп II Іспанський замовив другу версію, написану в 1549-50 роках, як першу з серії міфологічних картин, описаних Тіціаном як «poesie» («поеми»). «Венера й Адоніс», які будуть намальовані наступним, були розроблені для перегляду поруч із «Данаєю», хоча й не такого самого розміру. У листі до Філіпа Тіціан пояснював, що ці дві картини представлятимуть контрастні види оголеної Венери спереду та ззаду, що дозволить живопису конкурувати зі скульптурою.
До недавнього часу вважалося, що це версія Прадо, але після очищення та консервації в 2013 році роботи з колекції герцога Веллінгтона стало зрозуміло, що версія Філіпа, після 250 років перебування в іспанській королівській колекції, була подарована герцогу Веллінгтону після того, як британська армія захопила карету, наповнену картинами з іспанської королівської колекції, під час битви при Віторії 1813 року.
Жозеф Бонапарт, якого брат Наполеон зробив королем Іспанії, вже втратив Мадрид, втікши з понад 200 картинами у кареті. Більшість із ними зняли з рам і згорнули у велику «імператорську» або дорожню скриню, разом з державними паперами, любовними листами та іншими документами. Після побіжного огляду Веллінгтон і його співробітники вирішили, що в ній немає нічого дуже важливого або цінного, але відправили імператорську скриню морем до свого брата Вільяма, лорда Меріборо (на той час) в Лондон для належної перевірки. Його брат запросив Вільяма Сег'є, який згодом став першим куратором Національної галереї. Він визнав цінність картин і склав список із 165 найважливіших робіт.

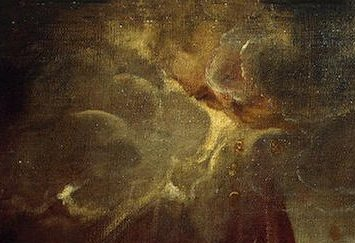
Обличчя Юпітера, Санкт-Петербург.

Потім Веллінгтон повідомив двір відновленого короля Іспанії Бурбонів Фердинанда VII, щоб домовитися про їх повернення, але король сказав, що Веллінгтон повинен залишити їх як подарунок. «Портрет подружжя Арнольфіні» роботи Яна ван Ейка також був у кареті, але (будучи дуже маленьким), схоже, був викрадений солдатами, і наступного разу з'явився в Лондоні в 1816 році у володінні полковника Джеймса Гея, шотландського полковника, який перебував у Віторії.
Версія Веллінгтона, яку раніше вважали копією, залишається в родині, в будинку Апслі в Лондоні, але не в частинах будинку, відкритих для публіки. У 2015 році він і два інших картини Тіціана, переаттрибувані в той самий час, були ненадовго виставлені на загальну експозицію там уперше. До січня 2021 року вона знаходиться на виставці в Національній галереї в Лондоні.
Верхня частина картини була відрізана наприкінці XVIII століття, очевидно, через її пошкодження. Ця версія відома за копіями та гравюрою і включала обличчя Юпітера в хмарі та його атрибут — орла, що стискає блискавки. Обличчя в хмарі є не у всіх версіях, і найкраще його видно в чиказькій, віденській та петербурзькій версіях. Це перша версія, яка включає «супроводжуючу бабусю», картину якої Ніколас Пенні описує як «чудову і дуже хвилюючу».

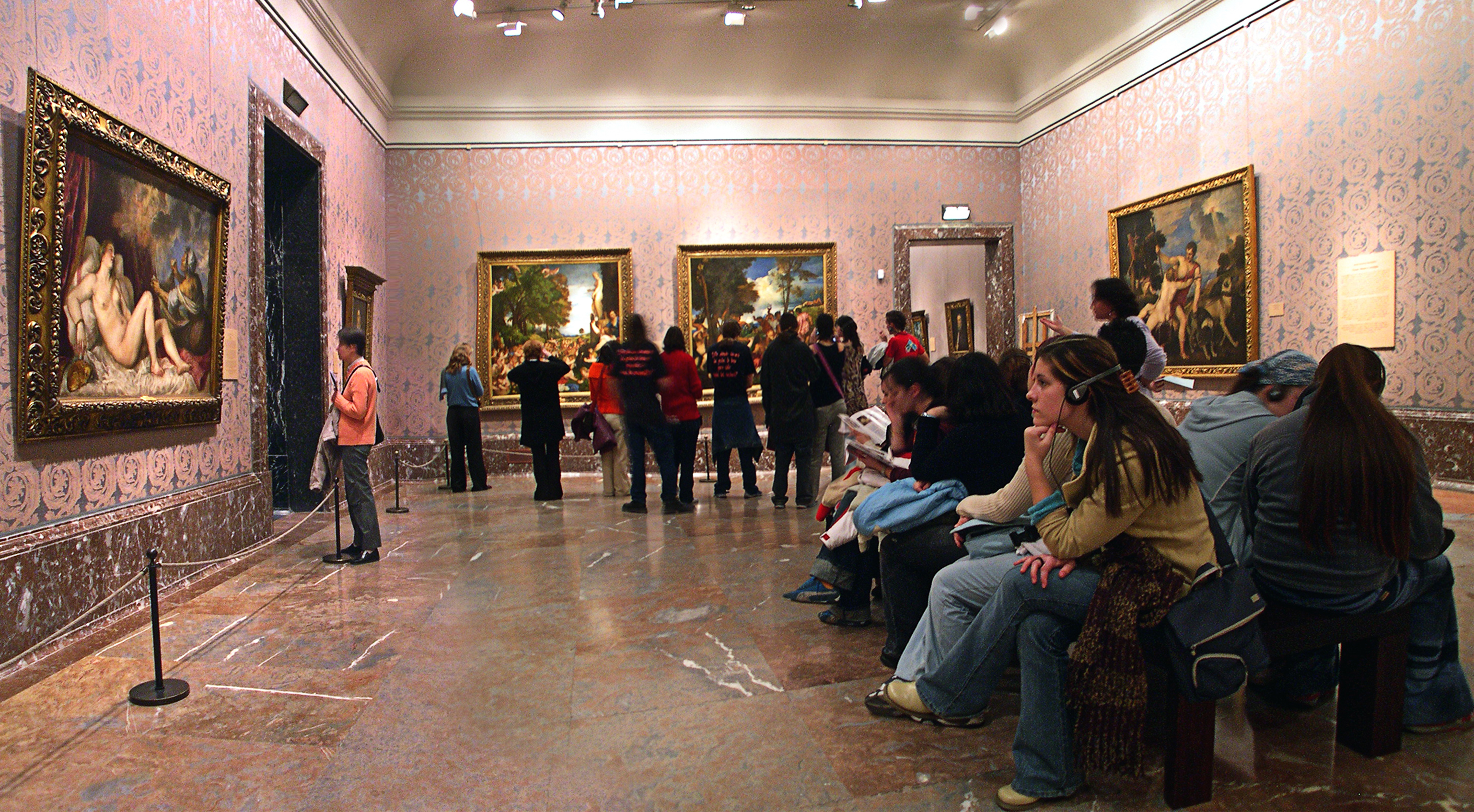
Картини Тіціана на виставці в Музеї Прадо (зліва направо: «Даная і золотий дощ», «Поклоніння Венері», «Вакханка Андріанів» і «Венера й Адоніс»).

Вважається, що версія Прадо була написана приблизно в 1565 році, яка потрапила в іспанську королівську колекцію лише в XVII столітті, куплена в Італії Веласкесом і продана Філіпу IV іспанському. Вона дуже високої якості, і після подарунка Веллінгтону зайняла своє місце. Для Шейли Хейл це «найчуттєвіша з усіх жіночих оголених натур Тиціана … [і] передає темний еротичний заряд, який змушує всі попередні лежачі оголені натури … виглядати невинними в порівнянні з нею». Зараз вона виставлена в тій же кімнаті в Прадо, що і їхні «Венера й Адоніс» та інші роботи Тіціана.
Зеленуватий відтінок шкіри Венери протиставляється блідим відтінкам молодої жінки. Данаї розтуляє губи в насолоді, а золото розливається в більшій кількості і з більшою швидкістю, ніж на неаполітанській роботі. Картина виконана у більш вільній манері, наприклад, складки на постільній білизні та подушці описані коротшими, але виразнішими мазками пензля.

## Інші версії

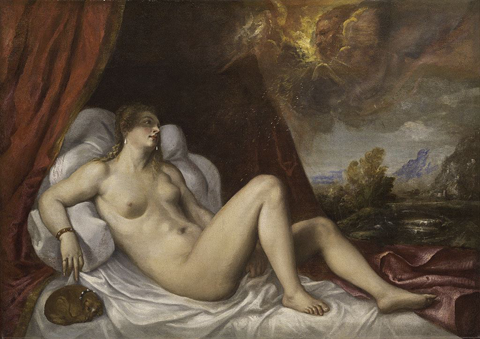
Версія Інституту мистецтв Чикаго.

Існують інші важливі версії, які, як вважають, належать принаймні майстерні Тіціана, з певною участю майстра, зокрема в Ермітажі в Санкт-Петербурзі, Художньому інституті Чикаго та Художньо-історичному музеї у Відні. Лежачі оголені натури Тіціана були надзвичайно популярними, і його, вочевидь, часто просили створювати повтори. Серед інших світських композицій Тіціана, що мають кілька версій, — «Венера й Адоніс», з якою вона була в парі, та «Венера з музикантом», з органістом або лютністом. Зазвичай, як і в цьому випадку, головна оголена фігура була скопійована із запису, що зберігався в майстерні, але менші фігури і тло часто більш вільно копіювалися, або ж заново створені для кожної версії.
Версія Ермітажу, яку вони датують бл. 1554 р., походив з колекції Кроза в Парижі й була придбана в 1772 р.; у 2017 р. її не виставляли. Версія в Художньо-історичному музеї у Відні включає багато роботи членів майстерні Тіціана, про що свідчить більш ретельне опрацювання тону шкіри і тіла Данаї, а також драпірування, що звисає з полотна. Тут на простирадлі поруч з Данаєю зображена рожева троянда, а на хмарі — обличчя Юпітера.
Чиказька версія датована «після 1554 року», має пейзаж на правому фоні і є переважно роботою майстерні, хоча Пенні виокремлює «дивовижний пейзаж з яскравими світловими ефектами та обличчям Юви серед хмар». Біля Данаї згорнувся калачиком собака (як у Прадо), але немає ні старої жінки, ні золота, що падає.

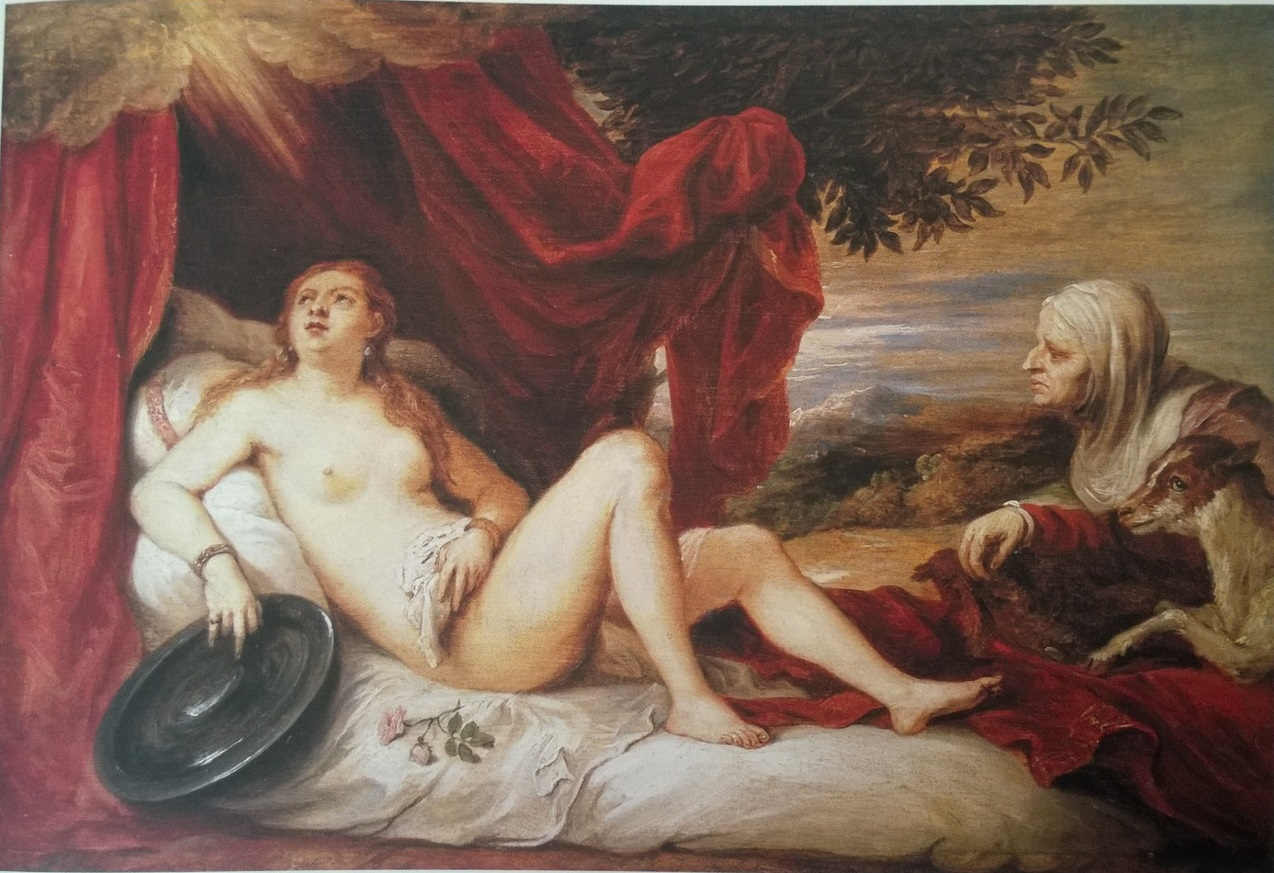
Зменшена копія іншого варіанту Девіда Тенірса Молодшого.

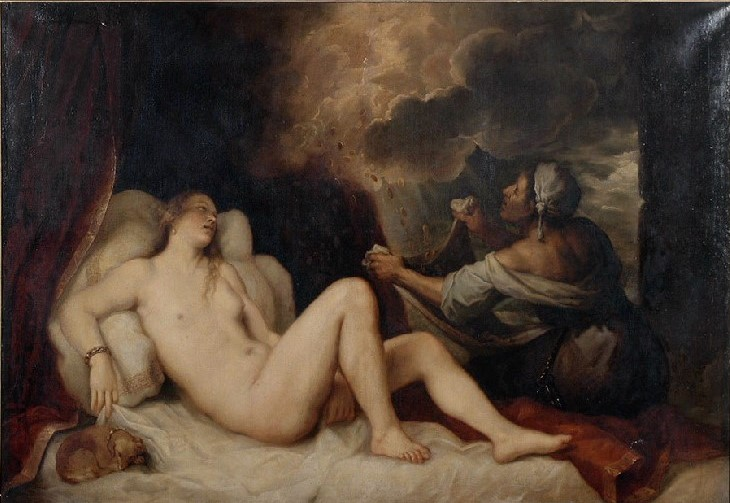
Страсбурзька копія.

У Музеї образотворчого мистецтва у Страсбурзі, Франція, зберігається копія версії Прадо, але більших розмірів (137 см х 200 см). Він належав британському колекціонеру Джону Чарльзу Робінсону, який подарував його Страсбурзькому музею в 1893 році разом із «Самсоном і Далілою» Гверчіно. Страсбурзька «Даная» належала до колекції Джованні Карло Доріа в Генуї і, швидше за все, є генуезькою барочною копією Тіціана початку XVII століття.

### Тенірс
Версія, яка суттєво відрізняється кількома деталями, здається, була втрачена та відома лише зі зменшених копій Давіда Тенірса молодшого, зроблених, коли вона була в колекції ерцгерцога Леопольда Вільгельма Австрійського в Іспанських Нідерландах. На цій картині, хоча ліжко та постільна білизна залишаються тими самими, обстановка перенесена назовні, зображено віддалений пейзаж, і хоча праворуч є стара жінка, вона зображена набагато симпатичніше і супроводжується молодим козеням, тож, імовірно, зображено пастуха або подібну фігуру. Данаї стоїть у своїй звичній позі, але золото ще не почало сипатися. Вона (а не стара жінка, як на віденському варіанті) тримає в руках великий металевий таріль, готуючись упіймати його.
Ця версія картини копіюється в галереї Теньєра «Галерея ерцгерцога Леопольда Вільгельма» (Брюссель) та «Ерцгерцог Леопольд Вільгельм у своїй картинній галереї в Брюсселі» (Прадо) обидві 1651 року, і була вигравірувана в 1673 р. Копії Теньєра зазвичай були точними, хоча вони не дають змоги судити про якість оригіналу. Мабуть, вона була високою, оскільки картини демонструють найяскравіші моменти колекції, а компанія, в якій знаходиться копія, чудова — на меншій картині вона стоїть поруч із «Трьома філософами» Джорджоне. Більша частина колекції ерцгерцога перейшла до Імператорської колекції у Відні, а потім до Музею історії мистецтв, але, очевидно, не цей твір.

## Мікеланджело
Коли Мікеланджело та Джорджіо Вазарі відвідали Тіціана в його тимчасовій майстерні у ватиканському Бельведері в листопаді 1545 року, їм показали оригінал Фарнезької «Данаї», яка тоді була в процесі завершення. Мікеланджело високо оцінив використання Тіціаном кольору, але пізніше висловив застереження щодо його розуміння «звукових принципів» креслення та композиції. Вазарі пояснює коментар Мікеланджело так:

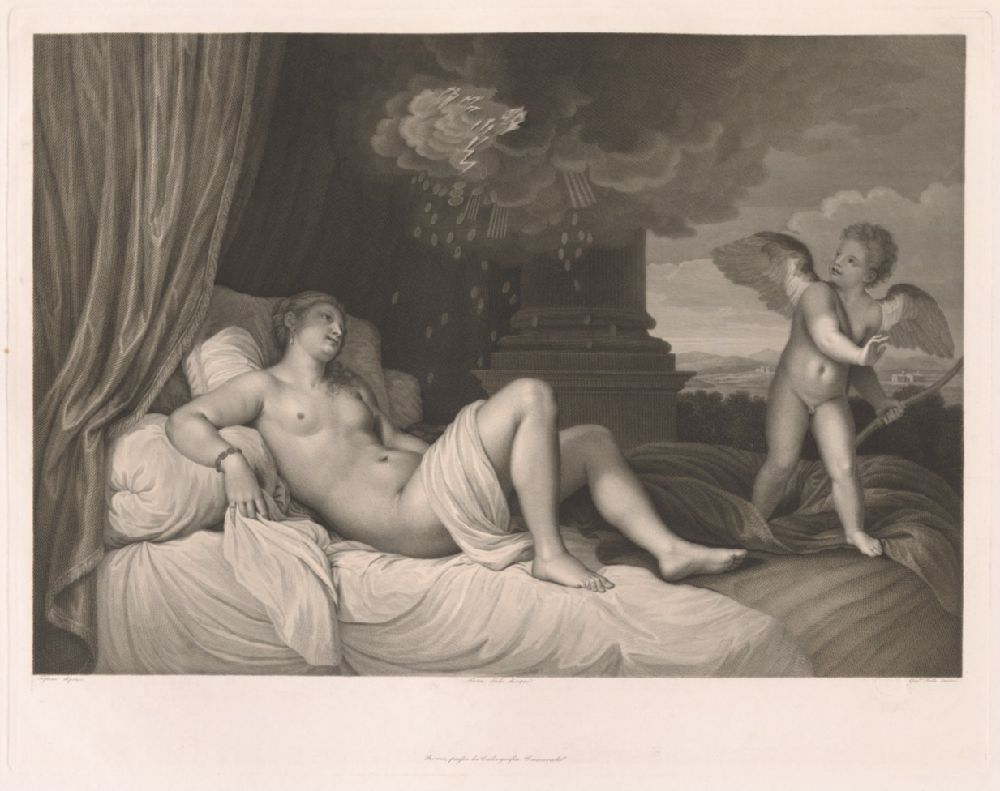
Джованні Фоло за Тіціаном, «Даная», опублікована 1832 р., гравюра та офорт, [https://www.nga.gov/research/library/imagecollections.html Відділ колекцій зображень, Національна галерея художньої бібліотеки, Вашингтон, округ Колумбія

«Бо я усвідомлюю, що якби цій людині так само допомагало мистецтво, як і природа, то жоден смертний не зміг би піти далі. Він має благородний дух; але поки що, не маючи знань про дизайн, він у своїх наслідуваннях життя нічого не виправляє і не намагається зробити його кращим, хоча володіє манерою такою легкою і прекрасною, сповненою правди і одухотвореності. Але безсумнівно, що, не вивчивши найкращих творів древніх, венеціанці не знають, як виправити або як надати витонченості і досконалості своїм творам, що виходять за рамки їхнього зразка, який ніколи не буває досконалим у всіх частинах. Сучасники взагалі не можуть, виходячи з власних ресурсів, бути правильними, але зобов'язані робити буквальну копію предмета, що стоїть перед їхніми очима, не знаючи, яким він має бути».
Розповідь Вазарі слід розглядати в контексті; на його думку креслярство – дизайн – було найвищим досягненням у мистецтві, тоді як колір був другорядним. Це переконання могло призвести до того, що він вигадав анекдот, щоб надати більшої ваги своїм поглядам.

## Міфологічні комісії
Вважається, що мадридська версія «Данаї» більше не є частиною замовлення Філіпа II на сім міфологічних картин Тиціана, а радше пізнішим доповненням до королівської колекції. Вона виставлена в тій самій кімнаті, що й «Венера та Адоніс» з оригінального замовлення.

## Тіціанова серія «Поезії» для Філіпа II
- «Даная», доставлена Філіпу в 1553 році, нині колекція Веллінгтона, з попередніми та пізнішими версіями.
- «Венера і Адоніс», Музей Прадо, доставлений 1554 р., і кілька інших версій
- «Викрадення Європи», прибл. 1560, Музей Ізабелли Стюарт Гарднер
- «Діана і Актеон», 1556—1559, спільне володіння Національної галереї Лондона та Національної галереї Шотландії в Единбурзі
- «Діана і Каллісто», 1556—1559, спільне володіння Національної галереї Лондона та Національної галереї Шотландії в Единбурзі
- «Персей і Андромеда», Колекція Воллеса, прибл. 1553—1562 роки
- «Смерть Актеона», Національна галерея, ніколи не доставлялася і не завжди враховувалась у серії, прибл. 1559 і далі

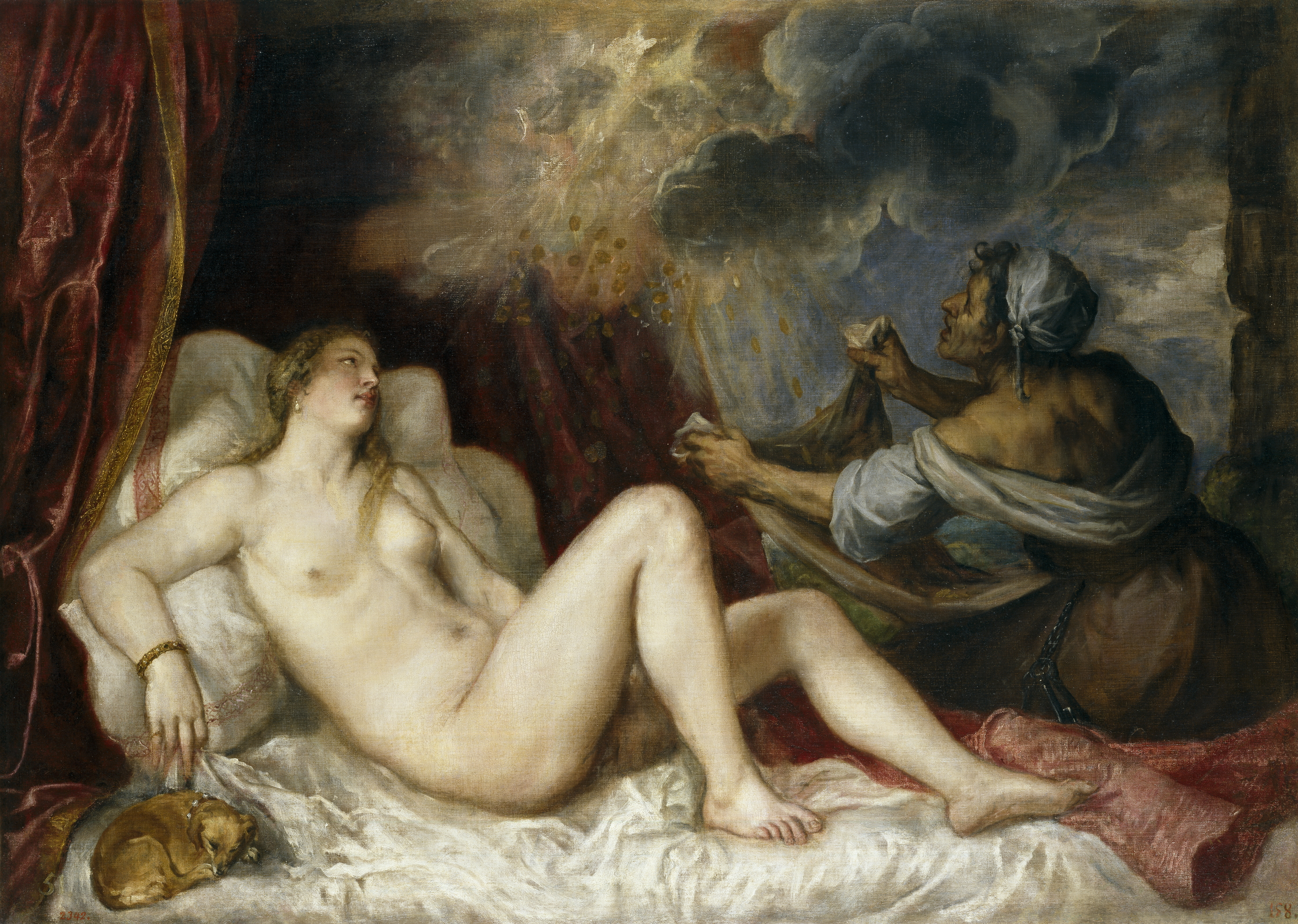
«Даная»
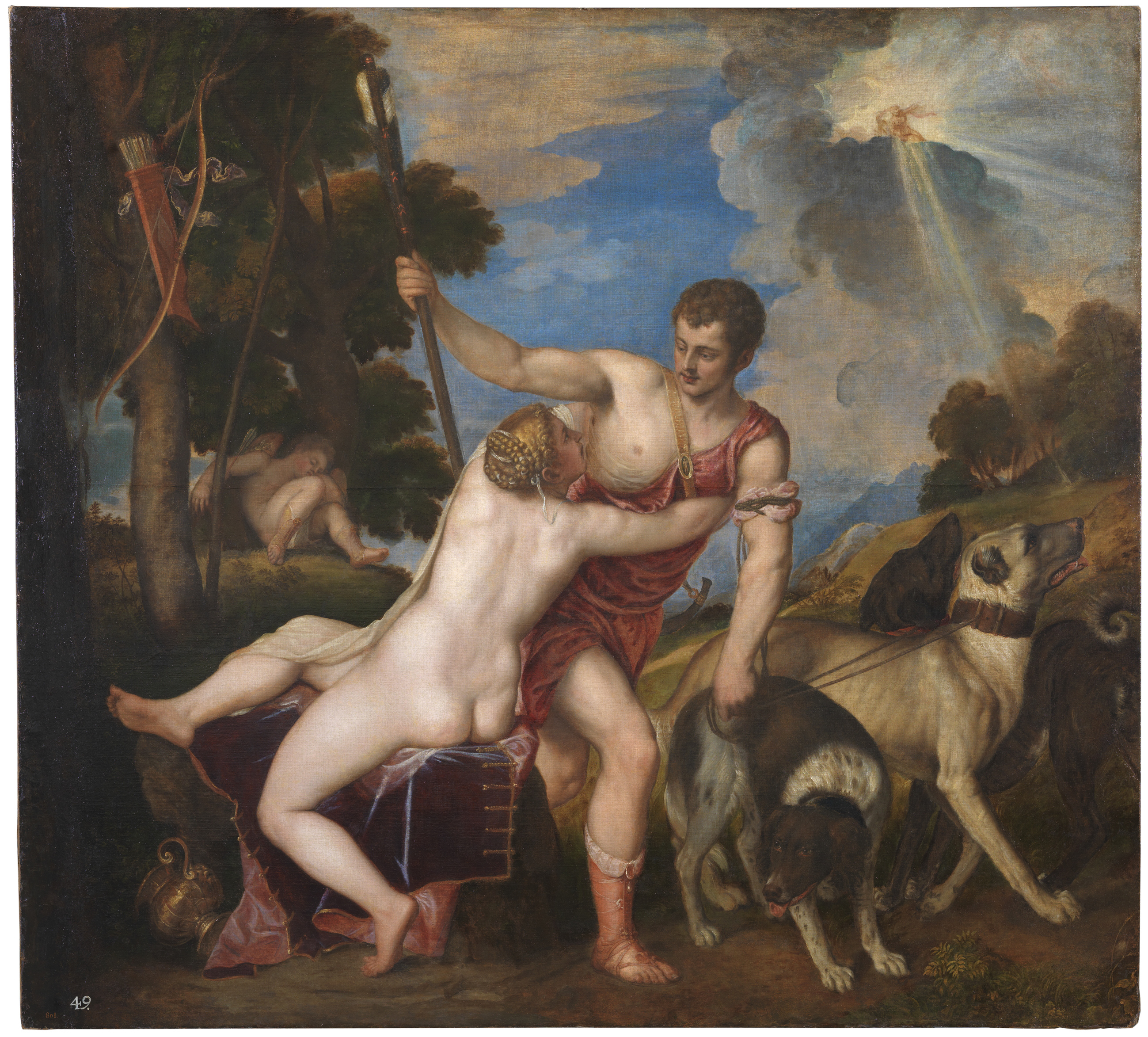
«Венера і Адоніс»
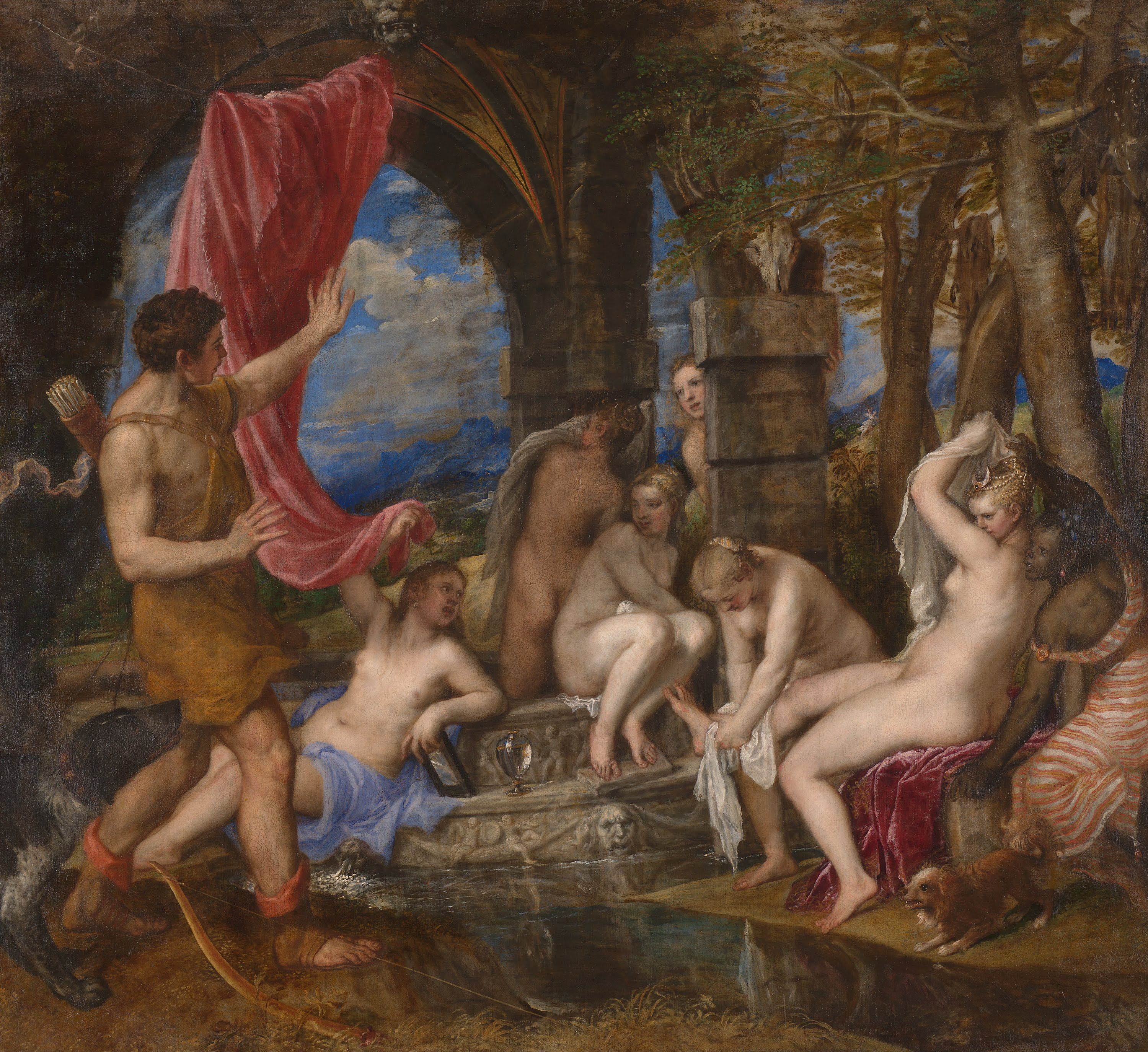
«Діана і Актеон»
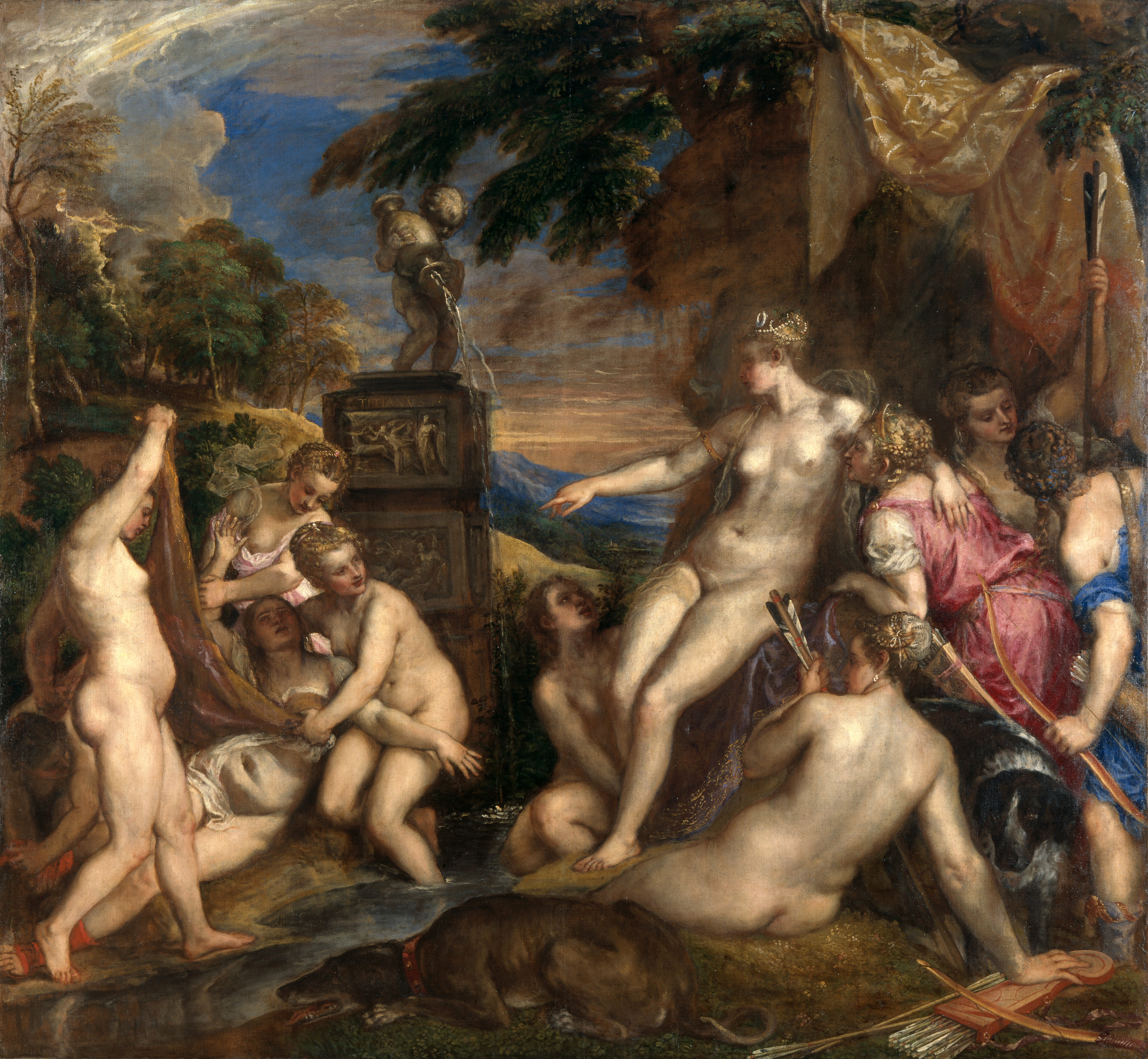
«Діана і Каллісто»
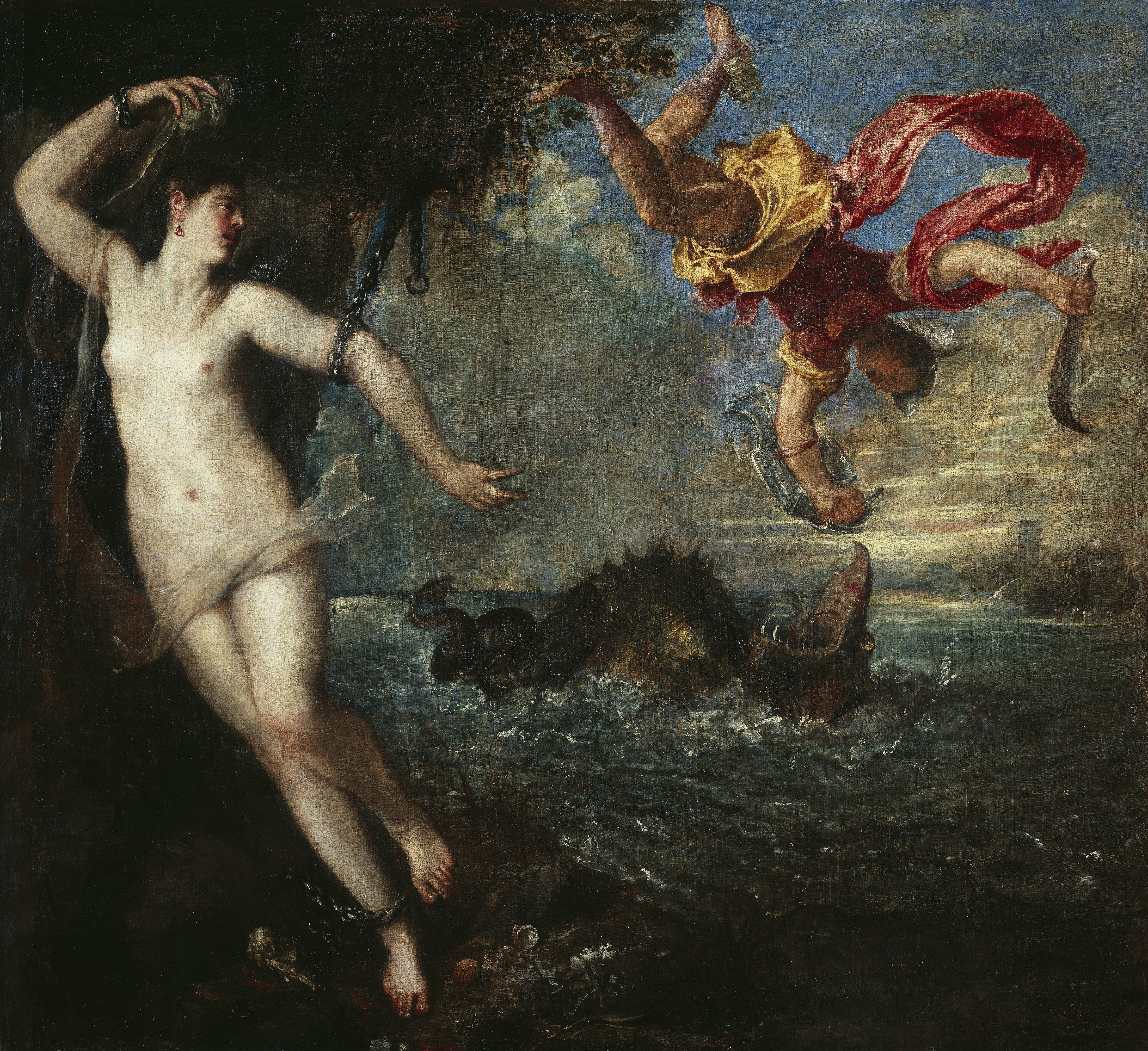
«Персей і Андромеда»
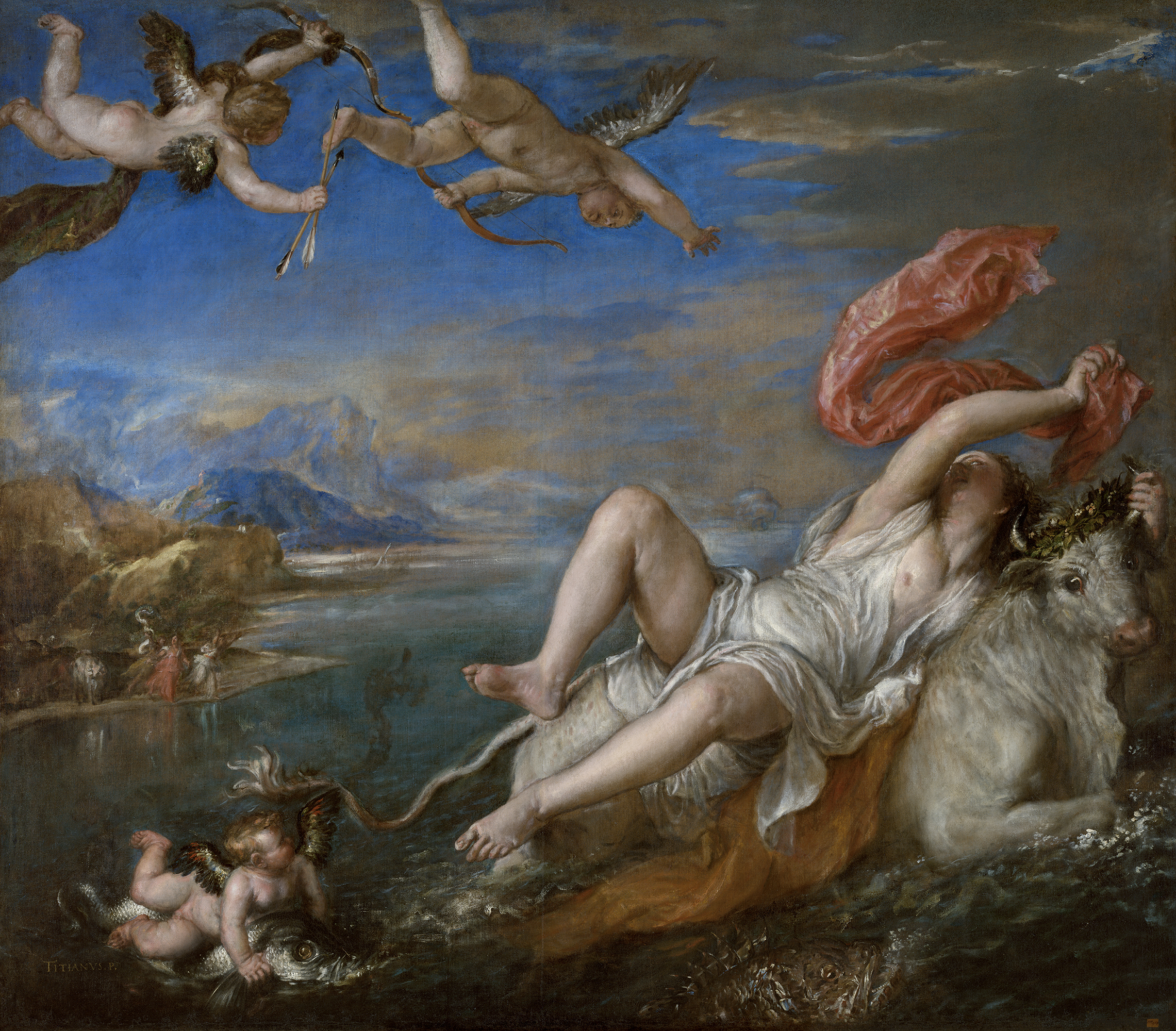
«Викрадення Європи»
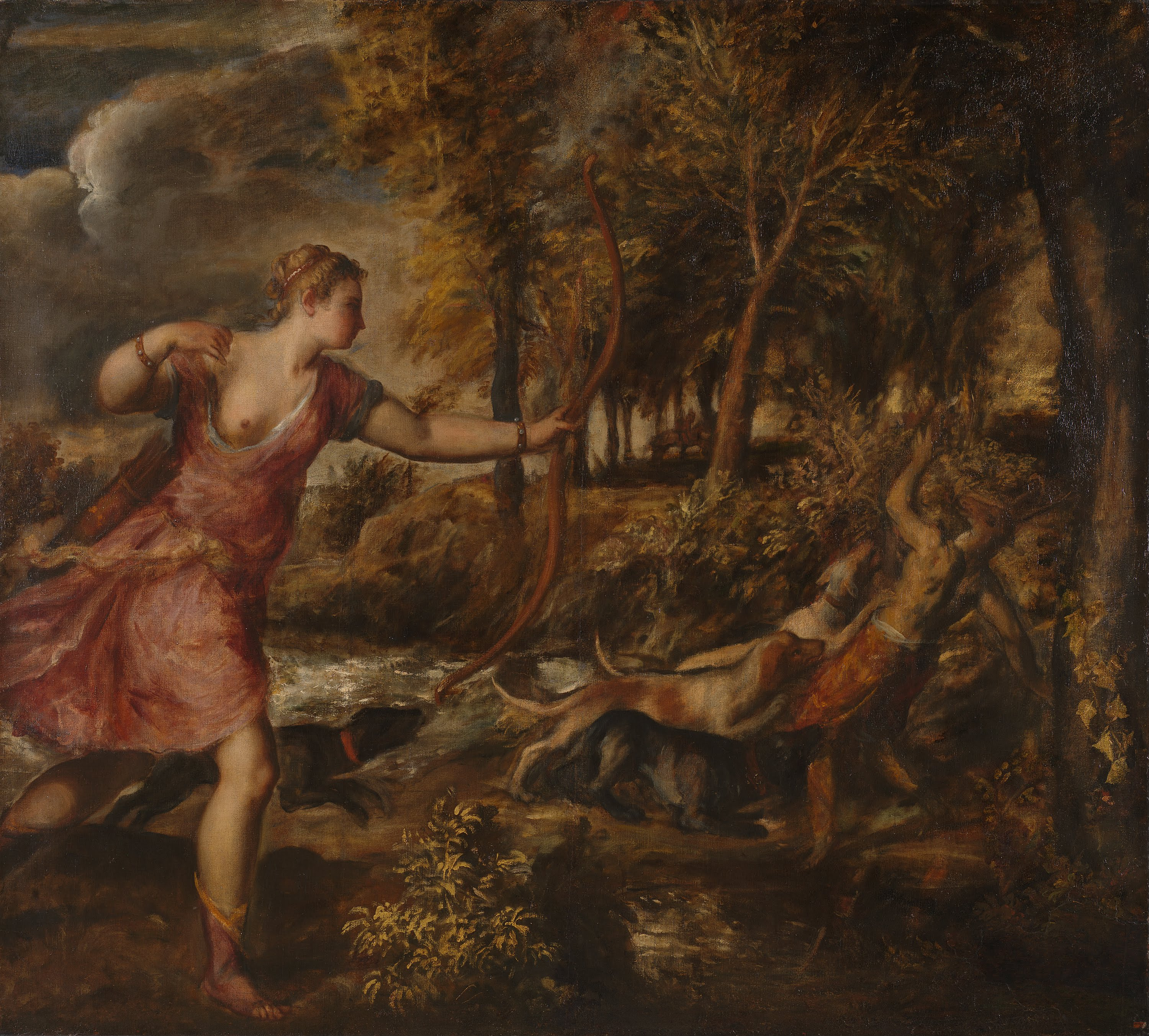
«Смерть Актеона»